# فيزاكينوماب
فيزاكينوماب هو جسم مضاد وحيد النسيلة بشري مضاد لإنترلوكن-22 مصمم لعلاج الصداف والتهاب المفاصل الروماتويدي.
اكتشفت وايث هذا الدواء، لكن فايزر واصلت الدراسات والأبحاث التي تجرى عليه بعد أن استحودث على وايث. انتهت المرحلة الثانية من التجارب السريرية لاستخدام فيزاكينوماب مع ميثوتركسيت في علاج التهاب المفاصل الروماتويدي لكن النتائج لم يعلن عنها. الدراسات توقفت في آب 2011.